# Flordell Hills
Flordell Hills är en ort i St. Louis County i Missouri. Vid 2010 års folkräkning hade Flordell Hills 822 invånare.